# Grande Plana Estriada
Grande Plana Estriada es el nombre de una variedad cultivar de manzano (Malus domestica). Esta manzana es originaria de Galicia, está cultivada en la colección de árboles frutales y banco de germoplasma de Mabegondo con el Nº 71; ejemplares procedentes de esquejes localizados en Doroña (La Coruña).

## Sinónimos
- "Manzana Grande Plana Estriada",[4][5]
- "Maceira Grande Plana Estriada".

## Características
El manzano de la variedad 'Grande Plana Estriada' tiene un vigor elevado. Tamaño grande y porte erguido.
Época de inicio de brotación a partir del 8 de abril y de floración a partir de 26 abril.
Las hojas tienen una longitud del limbo de tamaño medio, con la máxima anchura del limbo media. Longitud de las estípulas larga y la máxima anchura de las estípulas es ancha. Denticulación del borde del limbo es biondulado, con la forma del ápice del limbo acuminado y la forma de la base del limbo es obtuso. Con subestípulas presentes.
Sus flores tienen una longitud de los pétalos media, anchura de los pétalos es media, disposición de los pétalos superpuestos entre sí, con una longitud del pedúnculo media.
La variedad de manzana 'Grande Plana Estriada' tiene un fruto de tamaño grande, de forma plana a plana-globosa, de color bicolor, con chapa de a rayas, e intensidad fuerte. Epidermis de textura suave con pruina en su superficie, y con presencia de cera media. Sensibilidad al "russeting" (pardeamiento áspero superficial que presentan algunas variedades) muy poco sensible. Con lenticelas de tamaño mediano.
Los sépalos están dispuestos en forma variable, variable en su base; fosa calicina profunda de una anchura estrecha. Pedúnculo de grosor medio y de longitud medio, siendo la cavidad peduncular medio y de anchura media. Con pulpa de color blanca, de firmeza es firme y textura intermedia; su jugosidad es intermedia con sabor de acidez media, dulzor medio-bajo y poco aroma.
Época de maduración y recolección a partir del 1 de septiembre. 'Grande Plana Estriada' es una manzana de aprovechamiento mixto, dedicada a la producción de sidra y se utiliza también como fruta de mesa.

## Susceptibilidades
- Oidio: ataque débil
- Moteado: no presenta
- Raíces aéreas: no presenta
- Momificado: ataque débil
- Pulgón lanígero: ataque débil
- Pulgón verde: ataque medio
- Araña roja: ataque débil
- Chancro del manzano: no presenta[3]